# Cryptandra leucophracta
Cryptandra leucophracta là một loài thực vật có hoa trong họ Táo. Loài này được Schltdl. mô tả khoa học đầu tiên năm 1847.